# Индийская организация космических исследований
Индийская организация космических исследований (хинди भारतीय अन्तरिक्ष अनुसन्धान सङ्गठन, англ. Indian Space Research Organisation (ISRO)) — индийское национальное космическое агентство, подведомственное Департаменту космических исследований Индии. Штаб-квартира организации находится в Бангалоре, штат составляет приблизительно 20,000 человек, годовой бюджет около 13 тыс крор (1,6 миллиардов долларов). С 2022 года организацию возглавляет Шри Соманат.
Продажей услуг и технологий ISRO занимается Antrix Corporation.

## История
Индия имеет развитую космическую программу и в совокупности по потенциалу является в настоящее время[когда?] шестой космической державой (после России, США, Китая, и дискуссионно Европы и Японии).
С запуском собственного спутника с помощью собственной ракеты-носителя Индия в 1979 году хронологически стала седьмой космической державой. В 1980 году ISRO располагает двумя ракетами-носителями: PSLV и GSLV. Ранее использовались две менее мощные РН: SLV и ASLV.
Индия — одна из очень немногих космических держав, которая самостоятельно проводит запуски спутников связи на геостационарную орбиту (первый GSAT-2 — 2003 год), возвращаемых космических аппаратов (SRE — 2007 год) и автоматических межпланетных станций (АМС) к Луне и Марсу (Чандраян-1 — 2008 год, Мангальян — 2014 год, Чандраян-2 — 2019 год) и оказывает международные пусковые услуги.
Первый индийский космонавт осуществил полёт на советском космическом корабле в 1984 году. Индия имеет собственную пилотируемую космическую программу и ожидается, что с 2022/2023 года начнёт собственными силами пилотируемые космические полёты космонавтов-гаганавтов на космическом корабле «Гаганьян» и станет четвёртой космической сверхдержавой.
В будущем ISRO предполагается создание аппарата многоразового использования (проект RLV-TD, ведутся суборбитальные испытания) и многоразовой транспортной космической системы нового поколения (проект «Аватар»), а в недалеком будущем (после 2030—2035 г.) — пилотируемые полёты на Луну в кооперации с другими странами или даже самостоятельно.

### Становление

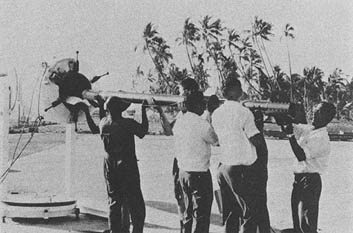
Ракета Arcas загружается в пусковую трубу на экваториальной станции запуска исследовательских ракет в Тхумбе. На заре существования ISRO детали ракет часто перевозили на велосипедах и воловьих повозках.

Современные космические исследования в Индии можно проследить с 1920-х годов, когда ученый C. К. Митра провёл серию экспериментов по зондированию ионосферы с помощью наземной радиостанции в Калькутте. Позже индийские учёные, такие как Ч. В. Раман и Мегхнад Саха внесли свой вклад в разработку научных принципов, применимых в космических науках. После 1945 года важные достижения были достигнуты в области скоординированных космических исследований в Индии двумя учеными: Викрамом Сарабхаем, основателем лаборатории физических исследований (PRL) в Ахмадабаде, и Хоми Бабой, который основал Института фундаментальных исследований Тата в 1945 году. Первоначальные эксперименты в области космических наук включали изучение космического излучения, исследования верхних слоёв атмосферы и эксперименты борту летательных аппаратов, а также эксперименты под землёй на шахтах Колар — одном из самых глубоких мест добычи полезных ископаемых в мире.
В 1950-м в Индии был создан Департамент по атомной энергии, секретарём которого стал Хоми Баба. Это обеспечило финансирование космических исследований в Индии. В течение этого времени продолжались испытания по аспектам метеорологии и магнитного поля Земли — теме, которая изучалась в Индии с момента основания обсерватории Колаба в 1823 году. В 1954 году в предгорьях Гималаев был создан Научно-исследовательский институт наблюдательных наук имени Арьябхатты (ARIES). Правительство Индии также поощряло космические исследования. В 1957 году Советский Союз запустил Спутник-1 и открыл остальному миру возможности для проведения космических запусков.
Индийский национальный комитет по космическим исследованиям (INCOSPAR) был основан в 1962 году премьер-министром Индии Джавахарлалом Неру по предложению доктора Викрама Сарабхая. Первоначально не было специального министерства занимающегося космической программой, и вся деятельность INCOSPAR, связанная с космическими технологиями, продолжала осуществляться в рамках Департамента по атомной энергии (DAE). Для работы с индийских артиллерийских заводов были привлечены офицеры Комитета по военным заводам (IOFS), чтобы использовать их знания о топливе и современных лёгких материалах, используемых для создания ракет. Офицер IOFS Х. Г. С. Мурти, был назначен первым директором экваториальной станции запуска исследовательских ракет в Тхумбе, откуда были произведены первые запуски метеорологических ракет, что ознаменовало начало исследований верхних слоев атмосферы в Индии. С 1967 года начались запуски разработанных в Индии метеорологических ракет «Рохини».

## Цели и задачи

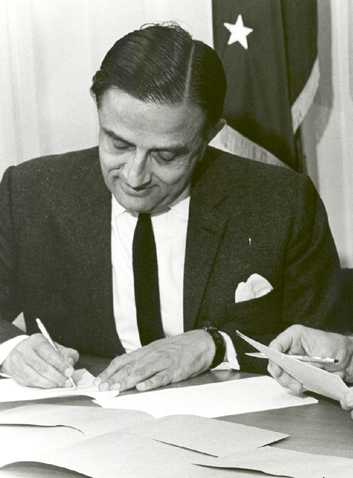
Викрам Сарабхай, первый председатель INCOSPAR, организации-предшественника ISRO

Целью ISRO как национального космического агентства Индии является реализация всех прикладных космических технологий таких как исследования, разведка и связь. ISRO занимается проектированием и разработкой космических ракет и спутников, а также осуществляет исследования верхних слоев атмосферы и миссии по исследованию дальнего космоса. ISRO также способствовала развитию технологий в частном космическом секторе Индии, способствуя его росту.
Индийское космическое агентство было движимо видением Викрама Сарабхая, которого называют отцом индийской космической программы. Он сказал в 1969:

Для нас не существует неясности в целях. У нас нет фантазии о конкуренции с экономически развитыми странами в освоении Луны или планет или пилотируемых космических полётах. Но мы убеждены, что если мы хотим играть значимую роль на национальном уровне и в сообществе наций, мы должны быть непревзойдёнными в применении передовых технологий для решения реальных проблем человека и общества, которые мы обнаруживаем в нашей стране. И мы должны отметить, что применение сложных технологий и методов анализа для решения наших проблем не следует путать с осуществлением грандиозных планов, основной эффект которых направлен на показ, а не на прогресс, измеряемый в жёстких экономических и социальных терминах.
Оригинальный текст (англ.)To us, there is no ambiguity of purpose. We do not have the fantasy of competing with the economically advanced nations in the exploration of the Moon or the planets or manned space-flight. But we are convinced that if we are to play a meaningful role nationally, and in the community of nations, we must be second to none in the application of advanced technologies to the real problems of man and society, which we find in our country. And we should note that the application of sophisticated technologies and methods of analysis to our problems is not to be confused with embarking on grandiose schemes, whose primary impact is for show rather than for progress measured in hard economic and social terms.

Бывший президент Индии Абдул Калам выразился о целях таких образом:

Очень многие люди с близоруким зрением ставили под сомнение актуальность космической деятельности в новой независимой стране, которой было трудно прокормить свое население. Но ни у премьер-министра Неру, ни у профессора Сарабхая не было никакой неясности в целях. Их видение было очень ясным: если индийцы хотят играть значимую роль в сообществе наций, они должны быть непревзойдёнными в применении передовых технологий для решения своих реальных проблем. У них не было намерения использовать это просто как средство демонстрации нашей мощи.
Оригинальный текст (англ.)Very many individuals with myopic vision questioned the relevance of space activities in a newly independent nation which was finding it difficult to feed its population. But neither Prime Minister Nehru nor Prof. Sarabhai had any ambiguity of purpose. Their vision was very clear: if Indians were to play a meaningful role in the community of nations, they must be second to none in the application of advanced technologies to their real-life problems. They had no intention of using it merely as a means of displaying our might.

Экономический прогресс Индии сделал её космические программы более заметными, и показал стремление индийцев опереться на собственные возможности. В 2008 году Индия запустила 11 спутников, включая 9 иностранных, и стала первой нацией, запустившей 10 спутников на одной ракете.
ISRO ввела в эксплуатацию две основные спутниковые системы: индийские национальные спутники связи INSAT, и спутники наблюдения за земной поверхностью IRS для управления природными ресурсами.

## Организационная структура
Агентство управляется департаментом космического пространства (DoS) в правительстве Индии. DoS управляется также Комиссией по космосу, и управляет следующими организациями и институтами:
- Indian Space Research Organization
- Antrix Corporation — отдел продаж в Бангалоре
- Physical Research Laboratory (PRL) — лаборатория физических исследований в Ахмадабаде
- Nation Atmospheric Research Laboratory (NAPL) — лаборатория исследования атмосферы в Гаданки, штат Андхра-Прадеш
- North-Eastern Space Application Centre (NE-SAC) — предприятие государственного сектора правительства Индии и коммерческое подразделение ISRO.
- Semi-Conductor Laboratory (SCL) — лаборатория полупроводников в Мохали.
- Индийский институт космических наук и технологий (IIST)

### Исследовательские центры
- Vikram Sarabhai Space Centre // местоположение Thiruvananthapuram // крупнейший центр Агентства, также основной технический центр, где были разработаны SLV-3, ASLV, PSLV. Это основа для космодромов в экваториальной индии и для запуска программы исследовательских ракет. Также этот центр развивает ракеты GSLV.
- Liquid Propulsion System Centre // местоположение Thiruvananthapuram и Bengaluru // Этот центр отвечает за создание, развитие, тестирование и применение жидкостных ступеней и ЖРД. Тестирование этих систем в основном сосредоточено в IPRC. LPSC в бангалоре также производит точные передатчики.
- Physical Reseach Laboratory // местоположение Ahmadabad // физика Солнца, инфракрасная астрономия, физика земля-космос, физика плазмы, астрофизика, археология, гидрология и другие предметы. Обсерватория в Udaipur также попадает под контроль этой лаборатории.
- Semi-Condactor Laboratory // Местоположение Chandigarh // Исследования и Развитие всего поля полупроводниковых технологий, микроэлектронных механических систем и процессов и технологий, связанных с полупроводниками.
- Nation Atmosperic Reseach Laboratory // местоположение Tirupati // это фундаментальные исследования связанные с атмосферными и космическими науками.
- Space Application Centre // местоположение Ahmedabad // Это практический аспект использования космических технологий. Поля исследований — геодезия, спутниковые телекоммуникации, картография, удаленный поиск ресурсов, метеорология, мониторинг окружающей среды и другие вещи. SAC также управляет земными станциями в Delhi, которые используются для различных экспериментов на SATCOM, в отличие от обычных операций на них.
- North-Eastern Space Application Centre // местоположение Shillong // Это различная поддержка развития северо-востока при специфических проектах используя удаленный поиск ресурсов, карты, спутниковые коммуникации и проведение исследований для космических наук.

### Испытательные установки
- ISRO Propulsion Complex // местоположение Mahendragiri // Обычно он называется LPSC-Mahendragiri. Он был заявлен, как отдельный центр. Это тестирование и сборка жидкостных ракет и ступеней.

### Сборочные цеха и пусковые площадки
- U R Rao Satellite Centre // местоположение Bengaluru // Фабрика за которой числится 8 успешных космических проектов, также один из важнейших центров Агентства по спутниковым технологиям. Завод улучшает технологии для создания спутников Индии. Спутники Aarybhata, Bhaskara, APPLE, и IPS-1A были сделаны на этой фабрике. Кроме того и серии спутников IRS и INSAT также были развиты именно здесь. Центр известен, как ISPO Satellite Centre.
- Laboratory for Electric-Optics Systems // местоположение Bengaluru // Центр отвечает за развитие всех высотных сенсоров для всех спутников. Вся высокоточная оптика, что устанавливалась на все запущенные спутники, на все камеры на всех спутниках, развивалась именно в этом центре.
- Satish Dhawan Space Centre // местоположение Sriharikota // С многочисленными малыми городами этого острова — это основной космодром Индии. Это также основная база для запуска ракет для исследования верхних слоев атмосферы. Центр также дом наибольшего в индии производства твердотопливных бустеров. (SPROB) Центр статических тестов и оценки (STEX). Дополнительное здание для постройки ракет было заявлено, как интеграционная фабрика, для взаимодействия со второй стартовой площадкой.
- Thumba Equatorial Rocket Launching Station // местоположение Thiruvananthapuram // Для запуска высотных ракет исследующих верхние слои атмосферы.

### Средства слежения и контроля
- Indian Deep Space Network (IDSN) // Bengaluru // Сеть принимает, восстанавливает, сохраняет и распределяет информацию о состоянии спутников и загружает информацию в реальном времени. Она может наблюдать и фиксировать спутники на очень большом удалении от Земли, к примеру, за орбитой Луны.
- National Remote Sensing Centre // Hyderabad // Это удалённое наблюдение и обнаружение ресурсов. Также это воздушные исследования. Центр связан с индийским институтом удаленного поиска ресурсов.
- ISRO Telemetry, Tracing, and Command Network // Bengaluru и также по всей индии и даже за её пределами // Программное обеспечение, операции на Земле, слежение и передача команд на спутники. Станции слежения расположены по всей индии и, также, за её пределами, на острове Маврикий, Медвежье озеро, Biak в Индонезии, в Брунее.
- Master Control Facility // Bhopal и Hassan // подъём орбит геостационарных спутников, тестирование нагрузок, орбитальные операции. Центр имеет земные станции и центр контроля спутников. В Bhopal строится ещё один такой центр.
- Space Situation Awarness Control Centre // Peenya, Bengaluru // Сеть телескопов и радаров для предупреждения столкновения спутников и для слежения за космическим мусором. Его создание будут концом эры зависимости от NORAD для индии. Многообъектный наблюдающий радар построен в Nellore, радар в северной индии, телескопы в Thiruvananthapuram, гора Abu, и северной индии будут частью этой сети.

### Подготовка специалистов
- Indian Institute Remote Sensing (IIRS) // Dehradun // Это главный институт для развития и подготовки профессионалов в сферах удаленного обнаружения, геоинформатика и GPS для обозначения ресурсов, наблюдение на средой, наблюдение при чрезвычайных ситуациях. IIRS также создает много исследовательских проектов по применению карт в приложении к социальным нуждам. IIRS также обладает удаленным обучением в сферах удаленного обнаружения и технологиях картографии.
- Indian Institute Space Science and Technology (IIST) // Thiruvananthapuram // Этот институт имеет образовательные курсы в аэрокосмическом инженеринге, авионике, физических науках. Студенты первых трех курсов IIST также посещают различные центры IIRS.
- Development and Educational Communicating Unit (DECU) // Ahmenadabad // Центр работает для образования, исследований в основном в связи с программой INSAT. Основные программы выходящие из института включают GRAMSAT и EDUSAT. Институт также контролирует Traning and Development Communication Channel (TDCC).
- Space Technology Incubation Centres (S-TICs) : National Institute of Techology в трех разных местах // Agartala, Jalandhar, Tiruchirappalli // Это главные технические институты в индии, созданные для создания стартапов в связи с индустрией, и они годятся для создания будущих космических миссий. Центры, индустрии, академии связаны одной платформой и направлены на будущее индийской космической программы.

## Ракеты-носители
В 1960-х и 1970-х годах Индия инициировала создание собственных ракет-носителей по геополитическим и экономическим соображениям. В 1960—1970-х годах в стране была разработана метеорологическая ракета, а к 1980-м годам была создана ракета-носитель Satellite Launch Vehicle-3 и более совершенная ракета-носитель Augmented Satellite Launch Vehicle (ASLV) вместе с операционной вспомогательной инфраструктурой.

### Satellite Launch Vehicle (SLV)
Satellite Launch Vehicle (SLV, известная также как SLV-3) была первой ракетой-носителем, разработанной в Индии. Первоначальный запуск в 1979 году оказался неудачным, за ним последовал успешный запуск в 1980 году, что сделало Индию шестой страной в мире, обладающей возможностями орбитального запуска. После этого началась разработка более крупных ракет.

### Augmented Satellite Launch Vehicle (ASLV)
ASLV была еще одной небольшой ракетой-носителем, выпущенной в 1980-х годах для разработки технологий, необходимых для вывода спутников на геостационарную орбиту. У ISRO не было достаточных средств для одновременной разработки ракет-носителей ASLV и PSLV. Поскольку запуски ASLV неоднократно заканчивались неудачей, от неё отказались в пользу нового проекта.

### Polar Satellite Launch Vehicle (PSLV)
Polar Satellite Launch Vehicle или PSLV — первая индийская ракета-носитель средней грузоподъёмности, позволила Индии вывести все национальные спутники дистанционного зондирования на солнечно-синхронную орбиту. Первый запуск (неудачный) состоялся в 1993 году. PSLV стала основной ракетой-носителем ISRO, выполнив более 50 запусков и выведя на орбиту сотни индийских и иностранных спутников
. Ракете принадлежит мировой рекорд по количеству выведенных за один запуск спутников (104)
Итоги запусков PSLV по десятилетиям:
| Десятилетие | Успешных | Частично успешных | Неудачных | Всего |
| ----------- | -------- | ----------------- | --------- | ----- |
| 1990-е      | 3        | 1                 | 1         | 5     |
| 2000-е      | 11       | 0                 | 0         | 11    |
| 2010-е      | 33       | 0                 | 1         | 34    |
| 2020-е      | 12       | 0                 | 0         | 12    |
| Итого       | 59       | 1                 | 2         | 62    |

### Geosynchronus Satellite Launch Vehicle (GSLV)
GSLV была задумана в 1990-х годах для запуска значительных (2500 кг) полезных нагрузок на геостационарную орбиту. Первоначально у ISRO были большие проблемы с реализацией GSLV, так как США запретили Индии получать криогенные технологии из России, что привело Индию к разработке собственной криогенной третей ступени. Первый запуск GSLV состоялся 18 апреля 2001 года.
Итоги запусков GSLV по десятилетиям:
| Десятилетие | Успешных | Частично успешных | Неудачных | Всего |
| ----------- | -------- | ----------------- | --------- | ----- |
| 2000-е      | 2        | 2                 | 1         | 5     |
| 2010-е      | 6        | 0                 | 2         | 8     |
| 2020-е      | 3        | 0                 | 1         | 4     |
| Итого       | 9        | 2                 | 4         | 15    |

### Launch Vehicle Mark-3 (LVM-3)

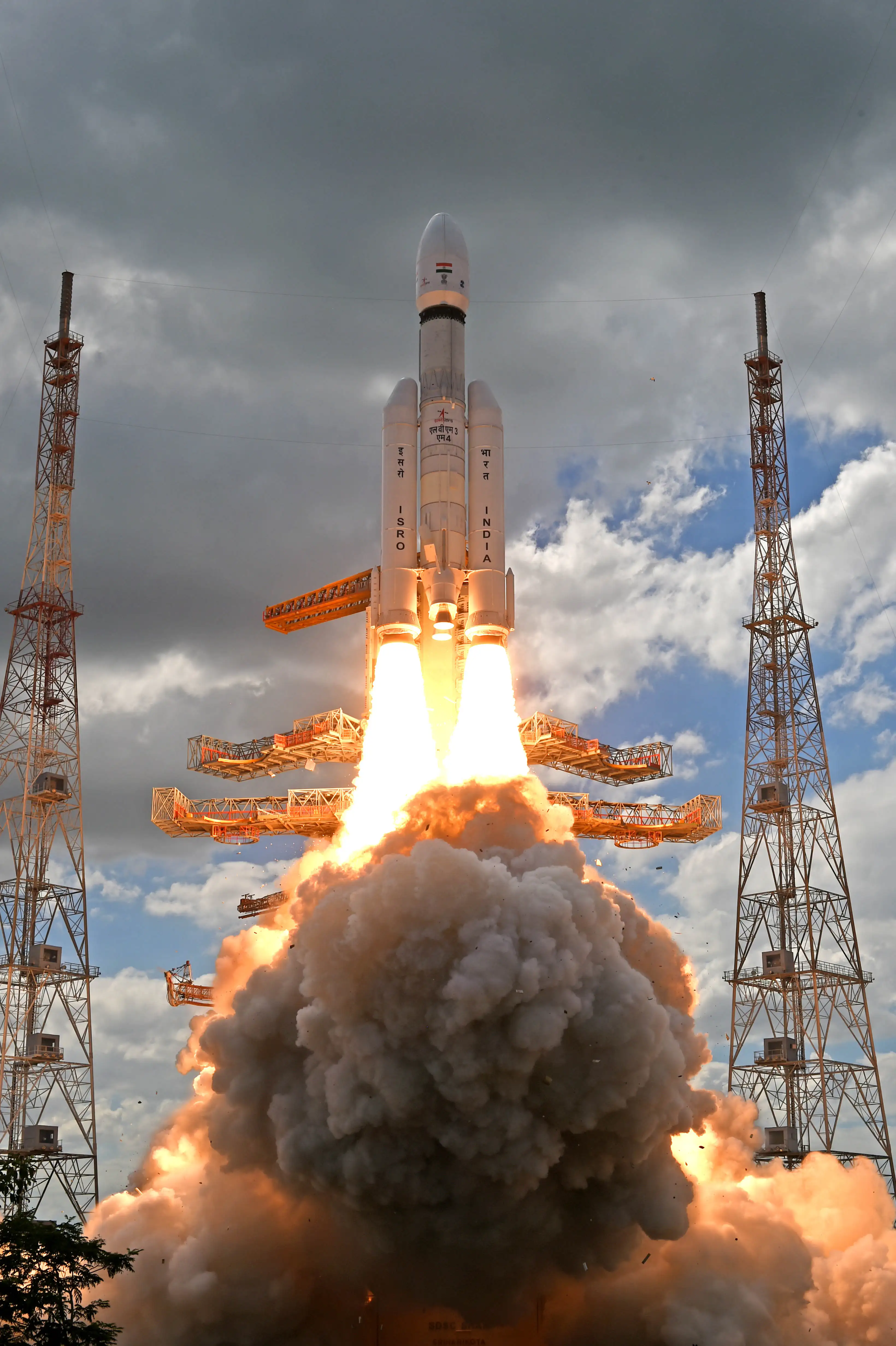
Старт LVM-3 с АМС Чандраян-3 на борту со второй стартовой площадки Космического центра имени Сатиша Дхавана в 2023 году

Ракета-носитель LVM3, до октября 2022 года известная как GSLV Mk III, является самой тяжёлой ракетой, находящейся на вооружении ISRO. Оснащенная более мощным криогенным двигателем и ускорителями, чем GSLV, она имеет значительно большую грузоподъемность и позволяет Индии запускать любые национальные спутники связи. Ожидается, что LVM-3 осуществит первый в Индии пилотируемый полёт в космос и станет испытательным стендом для двигателя SCE-200, который в будущем будет использоваться в индийских ракетах большой грузоподъёмности. Первый полёт состоялся 18 декабря 2014 года.
Итоги запусков LVM-3 по десятилетиям:
| Десятилетие | Успешных | Частично успешных | Неудачных | Всего |
| ----------- | -------- | ----------------- | --------- | ----- |
| 2010-е      | 4        | 0                 | 0         | 4     |
| 2020-е      | 3        | 0                 | 0         | 3     |
| Итого       | 7        | 0                 | 0         | 7     |

### Small Satellite Launch Vehicle
Small Satellite Launch Vehicle (SSLV) — это ракета-носитель малой грузоподъёмности, позволяющей доставлять 500 кг полезной нагрузки на низкую околоземную орбиту (500 км) или 300 кг на солнечно-синхронную орбиту (500 км)[116]. Предназначена для запуска небольших спутников, может за один запуск вывести несколько спутников подняв их на разные орбиты. Первый успешный запуск состоялся 10 февраля 2023 года.
Итоги запусков SSLV за десять лет:
| Десятилетие | Успешных | Частично успешных | Неудачных | Всего |
| ----------- | -------- | ----------------- | --------- | ----- |
| 2020-е      | 1        | 0                 | 1         | 2     |

### Демонстратор повторно используемой ракеты (RLV-TD)

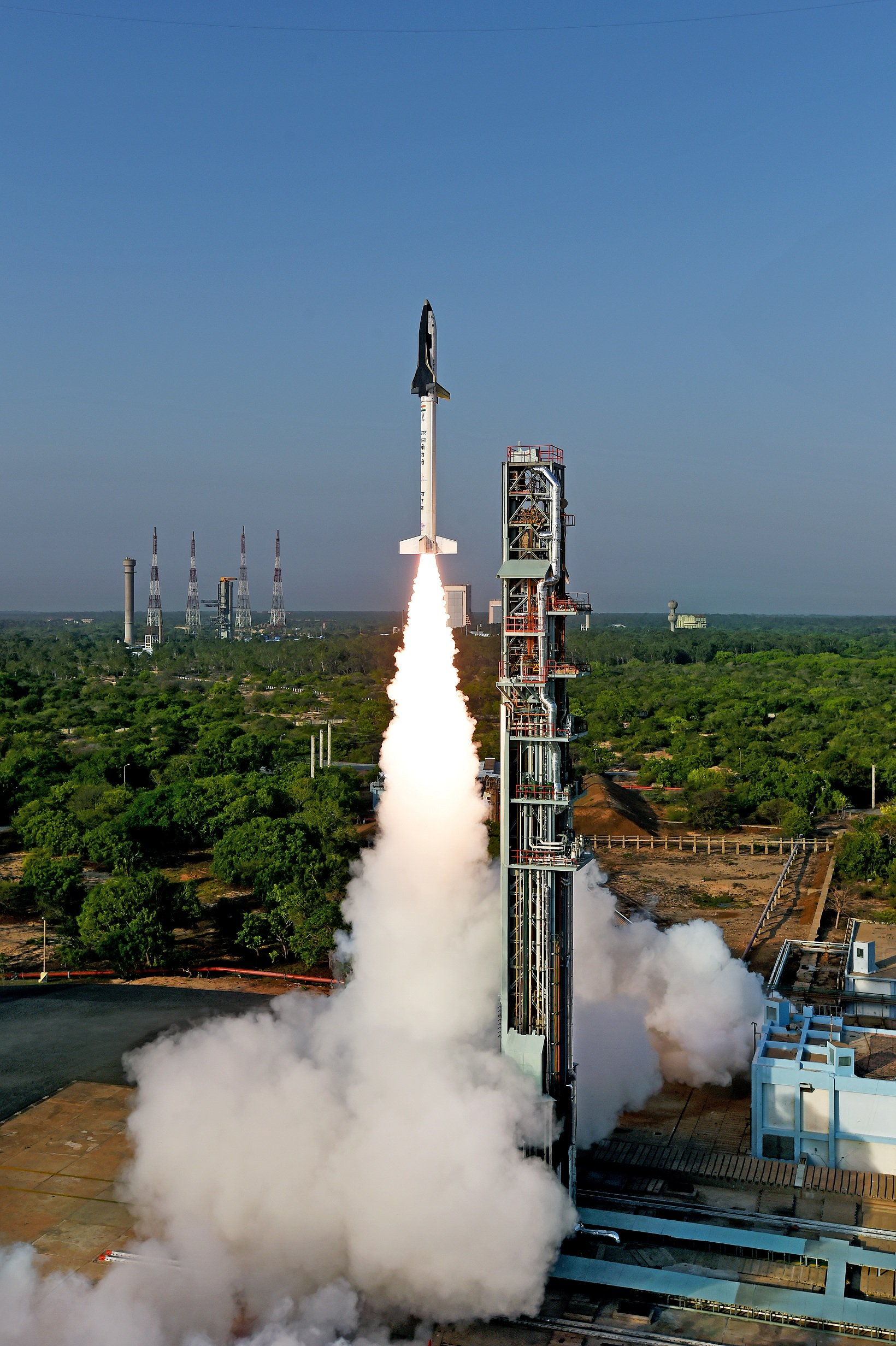
Старт устройства RLV-TD с первой стартовой площадки Космического центра имени Сатиша Дхавана 23 мая 2016 года, эксперимент HEX01

В ISRO реализуются два проекта по многоразовым ракетам-носителям. Один из них — испытательное устройство ADMIRE, задуманная как система VTVL, а другой — программа RLV-TD, направленная на разработку автономного космического корабля, который будет запускаться вертикально, но приземляться как самолет.
Для создания полностью многоразовой двухступенчатой ракеты-носителя (two-stage-to-orbit, TSTO) была задумана серия миссий по демонстрации технологий. Для этого сконфигурирован демонстратор технологий многоразовой ракеты-носителя (Reusable Launch Vehicle Technology Demonstrator, RLV-TD). RLV-TD выступает в качестве летающего испытательного стенда для оценки различных технологий, таких как гиперзвуковой полёт, автономная посадка, полёт крылатой ракеты с двигателем и гиперзвуковой полёт с использованием воздушно-реактивной двигательной установки. Он весит около 1,5 т и поднимается на высоту 70 км.
Первым в серии демонстрационных испытаний стал Hypersonic Flight Experiment (HEX). ISRO отправила в испытательный полёт RLV-TD с космодрома Шрихарикота в феврале 2016 года. Эксперименты HEX был завершены пять месяцев спустя. За HEX последуют эксперимент по посадке (LEX) и эксперимент по полёту с возвращением (REX).

## Спутниковые программы
Первый индийский спутник был запущен с космодрома Капустин Яр ракетой Космос-3М в 1975 году. Эта была серия экспериментальных спутников. В настоящее время у агентства довольно много наблюдательных спутников.

### Серия INSAT

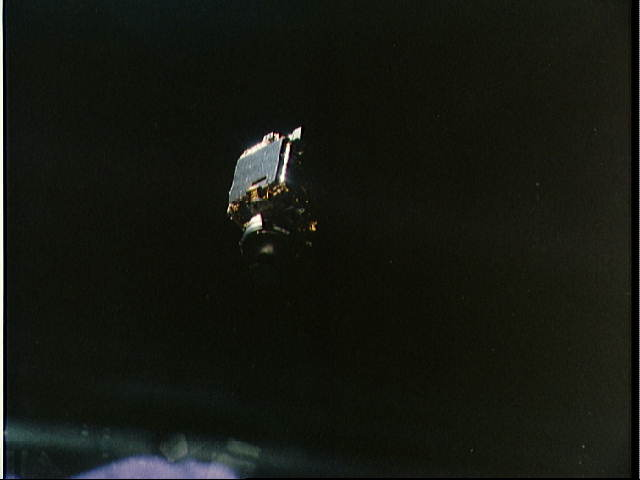
Спутник INSAT-1B: телерадиовещание Индии сильно зависит от системы INSAT

INSAT — телекоммуникационная система страны. Это серия многоцелевых геостационарных спутников, построенных и запущенных ISRO для удовлетворения потребностей в области телекоммуникаций, радиовещания, метеорологии и поисково-спасательных операций. Создаваемая с 1983 года INSAT стала крупнейшей региональной системой связи в Азиатско-Тихоокеанском регионе. Это совместное предприятие DoS, Департамента телекоммуникаций, Метеорологического департамента Индии, Всеиндийского радио и вещательной организации Дурдаршан. Общая координация и управление системой INSAT осуществляется Координационным комитетом INSAT на уровне министерства. Номенклатура серии была изменена с «INSAT» на «GSAT», а с 2020 года и далее изменена на «CMS». Эти спутники также использовались индийскими вооруженными силами. GSAT-9 или «Спутник SAARC» предоставляет услуги связи для стран-соседей Индии.

### Серия IRS
Вся серия этих спутников запущена на полярные геосинхронные орбиты. И это самое большое количество спутников для удаленного наблюдения для гражданского использования. Первые называются по версиям A, B, C, D, позднейшие по назначению OceanSAT, CartoSat, ResourseSat.

### Radar imaging satellites
Агентство сейчас управляет тремя такими спутниками (RICAT). RICAT-1 был запущен 26 апреля 2012 года на борту PSLV. Спутник использует полосу 4-8 ггерц, и обладает радаром синтетической аппертурой. Он работает с мультиполяризацией и повышенным разрешением. Он поставляет картинки хорошего качества и с хорошим разрешением. RICAT-2 был запущен в 2009 году, так как возникла задержка из-за радара с синтетической аппертурой в спутнике RICAT-1. RICAT-2 работает в полосе 8—12 Ггерц и аппаратура радара была куплена у концерна IAI, что в израиле. Позднее эта полоса использовалась снова в спутниках TesSAR. PLSV-C46 запустил третий спутник RICAT-2B, заменивший RICAT-2, 22 мая 2019 года, с радаром с SAR разработанным в индии. Планируют и следующую серию таких спутников — Cartosat-3, которые будут обладать высоким разрешением в оптическом диапазоне.

### Другие спутники
Агентство также запускало и экспериментальные спутники, серии GSAT. Спутник Kalpana-1 был запущен 12 сентября 2002 года, и это первый метеорологический спутник Агентства. Сначала он был известен, как Metsat-1, но после катастрофы шаттла «Колумбия», где погиб и индийский астронавт Калпана Чавла спутник был переименован.
25 февраля 2013 года Агентство запустило индо-французский спутник SARAL он имеет очень точный прибор для измерения высоты. Используется для наблюдения за поверхностью океана и уровнем морей. Спутник способен измерять высоту с точностью 8 мм, против 2.5 см с обычными высотомерами и пространственное разрешение 2 км.
В июне 2014 года при запуске PSLV-С23 ракета вывела 4 спутника: французский спутник для наблюдения земли SPOT-1, первый сингапурский наноспутник VELOX-1, канадский спутник CAN-X5, немецкий спутник AISAT. Причем это был только 4-й коммерческий запуск.
Спутники для Южной Азии
Спутник GSAT-9 это геосинхронный спутник связи и метеорологии запущенный для южно-азиатской ассоциации для региональных связей (SAARC) 5 мая 2017 года. На 18-й встрече этой ассоциации в Непале в 2014-м индийский премьер-министр озвучил идею о запуске спутников для обслуживания соседей, как часть политики «сосед вначале». Месяц спустя тот же министр дал задание Агентству на разработку спутника GSAT-9.
Этот спутник имеет 12 передатчиков Ku-band, каждый по 36 Мгц, и он запускался на GSLV mk2. Стоимость запуска спутника была где-то 32.8 млн долларов. Эту цену заплатило правительство Индии для запуска спутника. Спутник рассчитан на полное обслуживание в сферах телевидения, видео по требованию, терминалов с небольшой аппертурой, телеобразования, телемедицина, и помощи при бедствиях.
Спутниковая навигационная система Gagan
Эта система для пилотов самолётов. Система поправок к навигационным системам повышающих её точность. У национальной системы Gagan точность 3 метра. Система была сделана для аэропортов Индии. Демонстратор системы был показан в 2007 году, когда были сделаны 8 индийских станций коррекции в 8 аэропортах и один управляющий центр в городе Бангалор. Эта система строилась американской фирмой Ratheon. Система имеет разрешение 1.5 метра по горизонтали и 2.5 метра по вертикали.
Первый спутник для этой системы должен был быть запущен в 2010 году. Но тогда запуск не удался. Спутник GSAT-4 так и не вышел на орбиту на ракете GSLV mk3-D3. Однако нагрузку для этой системы вставили в спутники GSAT-8 и GSAT-10.
Третий спутник GSAT-15, с планируемым временем использования 12 лет, был запущен 10 ноября 2015 на борту ракеты Ariane-5.
Спутниковая навигационная система IRNSS
Это тоже независимая навигационная система развитая индией. Система для указания местоположения пользователям в индии и на расстоянии 1500 км от её границ. Система предоставляет два вида обслуживания: обычный сервис, и ограниченный сервис. Система указывает местоположение с точностью более 20 метров. Эта система была развита под полным контролем индийского правительства. Развитие системы двигала мысль, что при вражде с США доступа к GPS может и не быть. Агентство планировало запустить созвездие спутников в 2012—2014 годах, но потом отложило все на 2 года.
1 июля 2013 года Агентство запустило первый спутник созвездия IRNSS-1A на борту PSLV-C22. Созвездие включает 7 спутников на шине I-1K, каждый весом около 1450 кг, причем 3 спутника располагаются на геостационарной земной орбите, а ещё 4 на геосинхронной земной орбите.
IRNSS-1B был запущен 4 апреля 2014 года, −1С 16 октября 2014 года, −1D 28 марта 2015 года, -1E был запущен 20 января 2016 года , −1F 10 марта 2016 года, −1G 28 апреля 2016 года.
Эти семь спутников и составили навигационную систему.
31 августа 2017 года агентство потерпело неудачу при запуске спутника INRSS-1H. Замена спутника на IRSS-1I было успешно выполнено 12 апреля 2018 года.
Кажется возможным, что эту систему будут расширять для большей точности, но маловероятно, что она покрытие расширят за пределы 1500 км от границ Индии.

## Программа пилотируемых космических полетов
Первое предложение об отправке людей в космос обсуждалось ISRO в 2006 году, по итогам обсуждения начались работы над необходимой инфраструктурой и космическим кораблём. Испытательные полёты стартовали в 2007 году с эксперимента по возвращению 600-килограммовой капсулы, запущенной с помощью ракеты-носителя PSLV и благополучно вернувшейся на Землю 12 дней спустя.
В 2009 году Индийская организация космических исследований получила бюджет в размере 124 миллиардов рупий (что эквивалентно 3,9 миллиардам долларов США в 2023 году) для своей программы пилотируемых космических полётов. Демонстрационный полет без экипажа ожидался через семь лет после последнего согласования, а полет с экипажем должен был быть запущен через семь лет после начала финансирования. За экспериментом по посадке возвращаемого аппарата в 2014 году и испытанием аварийного покидания космического аппарата на стартовой площадке в 2018 году последовало заявление премьер-министра Нарендры Моди в его обращении ко Дню независимости, что Индия отправит астронавтов в космос к 2022 году на новом корабле «Гаганьян». На сегодняшний день ISRO разработала большинство необходимых технологий, таких как отсек с кабиной экипажа и систему аварийного спасения экипажа, космическое питание и системы жизнеобеспечения.
Агентство будет тренировать астронавтов в центре в Бангалоре. Центр будет использовать симуляции, для тренировки космонавтов в процедурах спуска и ловли капсулы, микрогравитации, как иметь дело с космической радиацией. Агентство построит центрифуги для подготовки астронавтов для фазы ускорения полета. Существующие космодромы (SHAR) будут доделаны для запуска людей. HSFC заключил соглашение с одним из подразделений Росавиакосмоса для выбора, поддержки, медицинских проверок и космических тренировок космонавтов. У Агентства есть ITLU в Москве и там занимаются ключевыми технологиями для поддержания жизни в космосе.

### Пилотируемый космический корабль
Агентство работает над космическим кораблём, способным пробыть на низкой околоземной орбите в течение 7 дней. Космический корабль под названием «Гаганьян» запланирован стать основой индийской программы пилотируемых космических полетов. Космический корабль разрабатывается для перевозки до трех человек, а запланированная модернизированная версия будет оснащена возможностью сближения и стыковки. В ходе своей первой пилотируемой миссии в значительной степени автономный 3-тонный космический корабль ISRO будет вращаться вокруг Земли на высоте 400 км в течение семи дней с экипажем из двух человек на борту.

### Орбитальная станция
В будущем Индия в качестве продолжения программы «Гаганьян» планирует построить свою космическую станцию. Станция будет весить около 20 тонн. Она будет расположена на низкой земной орбите 400 км высотой (то есть, на одной высоте с МКС) и предназначена для пребывания 3 человек в течение 15—20 дней. Станцию планируется запустить примерно через 5—7 лет после успеха проекта пилотируемого полёта.

## Изучение межпланетного пространства и астрономия
ISRO и Институт фундаментальных исследований Тата управляют базой для запуска воздушных шаров в Хайдарабаде с 1967 года. Её близость к геомагнитному экватору, где потоки как первичных, так и вторичных космических лучей низкие, делает его идеальным местом для изучения диффузного космического рентгеновского фона.

### Astrosat
Astrosat — первый индийский астрономический спутник. Был запущен 28 сентября 2015 года. Он изучает активные галактические ядра, горячие белые карлики, пульсацию пульсаров, бинарные звездные системы, сверхмассивные чёрные дыры и так далее.

### Адитья-L1
Адитья-L1 — коронографический космический аппарат для изучения Солнца. Запуск миссии состоялся 2 сентября 2023 года. Путь к точке L1 системы Солнце-Земля займет около 109 земных дней. Аппарат весит около 400 кг. Эта первая индийская миссия для изучения солнечной короны в видимых и инфракрасных лучах. Основные цели миссии это изучение солнечной атмосферы, солнечных магнитных бурь и их влияния на окружающую среду вокруг Земли.

### XPoSat
X-ray Polarimeter Satellite (XPoSat) — спутник, для изучения степени и угла поляризации ярких астрономических источников рентгеновского излучения в диапазоне энергий 5-30 кэВ. Запущен 1 января 2024 года ракетой-носителем PSLV-DL.

## Межпланетные станции

#### Чандраян-1
Первая индийская миссия на Луну. Миссия включала лунный орбитер и пробник лунного грунта. Миссия была запущена на модифицированной ракете PSLV 22 октября 2008 года от SDSC. Миссия перешла на орбиту Луны 8 ноября. Аппарат имел оборудование для видимого спектра, мягких и жёстких гамма-лучей. В течение тех 312 дней, что он исследовал лунную поверхность он создал полную карту химического состава почвы и топографию Луны в 3D. Полярные регионы вызывали особый интерес из-за льда. Аппарат перевозил 11 инструментов 5 индийских, 6 иностранных (от NASA, ESA, Болгарской научной академии, Университет Брауна и других организаций) причем перевозили бесплатно для иностранных агентств. Эта миссия стала первой, что открыла залежи льда на Луне. Команду, создавшую аппарат, награждали в 2008 и 2009 годах.

#### Чандраян-2
Это вторая индийская миссия на луну. Она включала в себя орбитер и ровер. Миссия была запущена на GSLV mk3 22 июля 2019 года. Это была первая миссия для исследования малоизученного Южного полюса Луны. Основная цель миссии это возможность агентства осуществить мягкую посадку на луну и управлять роботом на её поверхности. Предполагалось изучить лунную топографию, минералогию, состав веществ на поверхности, лунную атмосферу следы воды и водяного люда. Орбитер Vikram перевозил ровер Pragyan для его посадки в южном полярном регионе около 70 градусов широты. Посадка планировалась примерно на 2 часа дня 7 сентября 2019. Однако телеметрия ровера отказала на высоте примерно 2.1 км над поверхностью луны. Глава агентства сказал: «должно быть это была жесткая посадка». Позднее агентство хотело восстановить связь с ровером, но это так и не удалось.

#### Чандраян-3
Первая индийская миссия, успешно достигшая поверхности Луны. «Чандраян-3» стала повторением прошлой миссии к Южному полюсу Луны. Она включает посадочный модуль и луноход (подобный тому, что имелся у «Чандраян-2» — «Прагъян»). Перелётный модуль, выйдя на орбиту вокруг Луны, отделил посадочный модуль с луноходом, после чего полезная нагрузка перелётного модуля должна работать ещё от 3 до 6 месяцев.

#### Мангальян
Это миссия была запущена 5 ноября 2013 года и вошла на орбиту марса 24 сентября 2014. Индия стала первой страной, которой удалось сразу запустить аппарат на орбиту марса.
Это произошло по рекордно низкой стоимости 74 миллиона долларов. 
Аппарат имел массу 1337 кг, из них 15 кг весили 5 научных приборов. Команда была награждена в 2015 году за достижения в космической отрасли.

## Будущие миссии
Агентство планирует в будущем запускать людей, создать станцию, послать пробники на Марс, Венеру, Солнце, и объекты вблизи Земли, которые включают астероиды и кометы.
- XPosat[англ.] — космический телескоп для исследования космических лучей. Запуск состоялся 1 января 2024 года.
- Шукраян-1 — автоматическая межпланетная станция для изучения атмосферы и поверхности Венеры. Запуск ожидается в марте 2028 года.
- Мангальян-2 — второй орбитальный аппарат для изучения Марса с запуском в 2026 году.
- Чандраян-4 — четвертая лунная миссия, планируемая Индийской организацией космических исследований совместно с японским космическим агентством JAXA примерно в 2028-2029 годах.

XPosat
Эта миссия запущена в январе 2024 года для изучения поляризации космических гамма лучей. Миссия планируется на 5 лет. Она будет изучать углы поляризации у космических гамма лучей ярких астрономических источников в диапазоне энергий 5-30 килоэлектронвольт.
Шукраян-1
Это миссия на Венеру. Она может быть запущена не ранее 2028 года для изучения атмосферы Венеры. Бюджет для предварительного изучения этой миссии был отпущен в 2017-18 годах. В том числе, для решения о потенциальных научных инструментах, что будет запрашивать такая миссия.
Мангальян-2
Следующая миссия на Марс может быть запущена в 2026 году. Орбита вокруг Марса будет менее эллиптической, а вес аппарата будет в 7 раз больше, чем в первой миссии. Миссия будет направлена на изучение открытых научных проблем. Научная нагрузка на станцию будет не больше, чем 100 кг.

## Space Technology Incubation Centre
Центры, работающие в связи с индустрией, для генерации проектов и начинаний, связанных с космической сферой. Все это для улучшения будущих космических миссий и обучения инженеров в отраслях, с космосом связанных. S-TIC связаны с индустрией, академией, агентством, и направлены на инициативы, связанные с индийской космической программой. Один технологический институт обслуживает восточную часть Индии, второй северную часть Индии, третий южную часть Индии.

### Телекоммуникации
Индия использует их спутниковую сеть, которая к тому же является одной из крупнейших в мире, для управления землей, водными ресурсами, предсказаний стихийных бедствий, радио связи, предсказания погоды, метеорологических изображений и компьютерной связи.
Бизнес, административные сервисы и схемы, вроде National Informatics Centre (NIC), основные пользователи подобных услуг.
Dinshaw Mistry, который связан как раз с практическим применением космических программ, писал:
INSAT-2 позволяют создать связь для удаленных областей, осуществляют передачу данных для национальной фондовой биржи, мобильную связь для частных операторов, железных дорог и транспорта на дорогах, передачу телевизионных каналов, причем каналы, что являются собственностью телевизионного агентства передаются как коммерческие. EDUSAT, запущенные на борту GSLV в 2004, позволяют удаленно обучать детей литературе и другим предметам в удаленных местах. В добавление эти возможности будут расширены с запуском спутников INSAT-3B.

### Управление ресурсами
Спутники IRS посылают свои изображения в пять индийских городов и 20 штатов, что используют эти изображения для экономического развития регионов. На них смотрят: состояние природы, эррозию почв, действенность методов сохранения почв, присматривают за лесами, определяют что происходит с природой в заказниках, определяют зоны с подземными водами, зоны возможного затопления, зоны засухи, оценивают рост зерновых и производство агрукультурной продукции, наблюдение за зоной ловли, копи и геологические наблюдения, такие как поиск металлов или минералов, городское планирование.

### Военное дело
GSAT-7A это военный коммуникационный спутник, для индийской армии, подобно спутнику GSAT-7 для индийских морских сил. GSAT-7A планируется для войны, основанной на возможностях сети, и он связывает между собой, земные радарные станции, военные аэропорты, самолёты AWACS и DRDO AEWandCS. Армия также использует этот спутник для своих вертолетов и дронов. В 2013 агентство запустило спутник GSAT-7, у которого площадь покрытия 3500 километров, и он способен связывать в этом пространстве военные корабли, самолёты, подводные лодки. RICAT также используются и военными. EMISAT был запущен 1 апреля 2019, и он способен лучше предупреждать о местоположении и активности враждебных радаров.
Сейчас индийская ракета Agni это практически военное применение ракеты SLV-3. Президент индии также, в прошлом, работал и над ракетой SLV-3, а позже перешел в военное ведомство. Около 10-ка человек, что перешли в военное ведомство вместе с ним, создали ракету Agni. У неё первая ступень твердотопливная, а вторая на жидком топливе. INSAT первоначально предполагались только для гражданского использования, но их стали использовать в военной сфере. В 1996 министр обороны временно блокировал использование IRS-1C для наблюдения за агрокультурой и природой и переключил его на наблюдение ракет вблизи границ индии. В 1997 появился документ об использовании спутников для наблюдения и управления в ходе боя.

### Образование
Некоторые институты, подобно Indira Gandy Open University и Индийский институт технологий, используют спутники в обучении. Между 1975-76 годом индия проводила большую социологическую программу, в ходе которой видео посылалось в 2400 деревни, причем оно шло на локальном языке деревни. Это стало возможно благодаря технологии ATS-6 развитой NASA. В этом эксперименте (SITE) было большое количество видео, что посылалось в наименее развитые деревни. Это принесло свои плоды, в виде значительного улучшения качества образования в удаленных местах страны.

### Телемедицина
Агентство использует спутники для связи пациентов в удалённых местах с врачами в городах. Поскольку качественное медицинское обслуживание есть в Индии не во всех местах, пациенты удалённых мест прибегают к видеоконференции с врачом в городе, и доктор осматривает и ставит диагнозы удалённо. Человеку тогда рекомендуются лекарство и терапия. Человек может получать помощь от штата сотрудников в довольно специальных клиниках, по инструкции от врача. Мобильная телемедицина развивается также в часто посещаемых местах и далеко удалённых местах, в любом случае человеку ставят диагноз и направляют на лечение.

### Biodiversy Information System
Агентство также связано с экологическим наблюдением регионов. Агентство стало помогать в этом после 2002. Napura Sen говорит: «Основываясь на данных спутников IRS и GSAT специалисты собирают данные, чтобы понять что растет в регионе, по карте 1:250000. Это закладывают в доступные по интернету базы данных, они связывают информацию из спутников и базы данных по растениям (BIOSPEC), чтобы точно определить какие растения растут в каком из регионов. Каждый из регионов Индии: Северовосточная Индия, Западные Ghats, Западные Гималаи, острова Никобар и Андаман, связан с этой базой данных (BIOSPEC). Всё это возможно только благодаря сотрудничеству с Агентством.»

### Картография
CARTOSAT-1 оснащен оборудованием с высоким разрешением в панхроматическом спектре, что используется для картографии. За этим спутником последовал другой — более для агрокультурных целей. Есть проект спутника CARTOSAT-2 с одиночной панхроматической камерой, которая поддерживает специфичные по месту изображения (по видимому что-то вроде определённых фильтров для определённых мест).

## Международное сотрудничество
Агентство взаимодействует с иностранными агентствами сразу после своего возникновения. Некоторые организации обозначены ниже.
- Создание TERLS (это индийский космодром), а также запуски спутников Aryabhata, Bhaskara, APPLE, IRS-1A, IRS-2B, миссии с людьми, и так далее.
- Агентство использует LUT/MCC по международной программе COSPAS/SARSAT для поиска и спасения.
- Индия имеет центры CSSTE-AP (центры технологического образования) спонсируемые Соединёнными Штатами.
- В ноябре 1999 года состоялась министерская конференция для космических приложений и устойчивого развития азии и океанов.
- Индия член комитета по мирному использованию космоса, Cospas-Sarsat, International Astronautical Federation, Commitee on Space Reseash (COSPAR), Inter-Agency Space Debris Coordination Commitee (IADS), International Space University, Commitee on Earth Observation Satellite (CEOS). Международная астрономическая федерация, комитет космических исследований, комитет по космическому мусору, международный космический университет, комитет наблюдения за землей со спутников.
- Chandrayaan-1 переносил и приборы от NASA, ESA, болгарского космического агентства, а также фирм/институтов из северной америки и европы.
- Правительство США исключило индию из списка отвергнутых организаций, и может заключать с агентством договора, и помощь стратегическому развитию индии.
- Агентство связано с международными проектами, например с индо-французским проектом по изучению водяных циклов в тропической атмосфере в связи с изменением климата.
- В 2020 предполагается запуск спутника NISAR для отслеживания всех причин перемен, и самих перемен на земной поверхности. Это глобальное отслеживание. Планируется сотрудничество с NASA для исследования марса.
- Планируется создание виртуальной сети для BRICS со спутниками удаленного обнаружения.

Antrix Corporation создана для обслуживания как индийских, так и иностранных клиентов.
Формальный меморандум о понимании и сотрудничестве подписан со странами:
Аргентина, Австралия, Бразилия, Бруней, Болгария, Канада, Чили, Китай, Египет, Франция, Германия, Венгрия, Индонезия, Израиль, Италия, Япония, Казахстан, Малайзия, Маврикий, Монголия, Бирма, Нидерланды, Норвегия, Перу, Россия, Саудовская Аравия, Южная Корея, Испания, Швеция, Сирия, Таиланд, Украина, Объединённые Арабские Эмираты, Англия, США, Венесуэла.
Следующие организации связаны с Агентством по работам:
- ECMWF — европейская организация по среднесрочным прогнозам погоды.
- EUMETSAT — европейская организация по использованию погодных спутников.
- ESA

В целом Агентство хочет сотрудничать с другими организациями и может выполнять сложные задачи за не очень высокую стоимость. Как например спутник на орбите марса.
По состоянию на 26 июня 2019 года рамках международного сотрудничества общее число иностранных спутников, запущенных агентством составило 298 штук. 